# Горе (рассказ)
Горе — рассказ Антона Павловича Чехова. Написан и опубликован в 1885 году в «Петербургской газете» № 324 от 25 ноября с подписью А. Чехонте.

## Персонажи
- Григорий Петров, токарь, около 60 лет.
- Матрёна, жена Петрова.
- доктор Павел Иваныч

## Сюжет
У токаря Григория Петрова зимой тяжело заболела жена Матрёна и он повез её на санях на соседской лошади в земскую больницу. Дорога до больницы была около 30 верст. По дороге он говорил с женой, уговаривал её потерпеть. Однако в пути заметил, что снег перестал таять на её лице. Петрову становится страшно. Потрогав её холодную руку, он понял, что Матрёна умерла.
Заплакав, он повернул обратно. По дороге он вспоминал, как прожил 40 лет с Матреной, как сильно напивался. Ему захотелось «жить сызнова».
Подумав, что надо бы ехать не к доктору, а хоронить Матрену, он опять повернул обратно. В пути становилось все темнее, ветер крепчал и токарь заснул.
Проснулся он в большой комнате с ярким солнечным светом. Перед собой он увидел доктора Павла Иваныча. Когда Григорий захотел вскочить, то не смог — руки и ноги не слушались. Доктор объяснил, что Григорий руки и ноги отморозил и остался без них. Потом он закончил: «Пожил, и слава богу! Небось, шесть десятков прожил — будет с тебя!». Сказав это, доктор вышел из палаты.